# Get Loose
Get Loose is een nummer van de Nederlandse dj-duo's Showtek en Noisecontrollers uit 2013, geremixt door Tiësto.
De originele versie van "Get Loose" werd geen hit. Tiësto scoorde met zijn remix een bescheiden hit in Nederland, waar het de 24e positie bereikte in de Nederlandse Top 40. In Vlaanderen had de remix minder succes dan bij de noorderburen; het bereikt een 79e positie in de Vlaamse Tipparade.

## Tracklijst
Muziekdownload
1. "Get Loose (Tiësto remix)" - 3:05
2. "Get Loose (Tiësto remix) (extended) - 5:45